# إليزه دي ولف
إليزه دي ولف (بالإنجليزية: Elsie de Wolfe)‏ هي نجمة اجتماعية ومهندسة معمارية وممثلة أمريكية، ولدت في 20 ديسمبر 1865 في نيويورك في الولايات المتحدة، وتوفيت في 12 يوليو 1950 في فرساي في فرنسا.

## وصلات خارجية
- إليزه دي ولف على موقع IMDb (الإنجليزية)
- إليزه دي ولف على موقع الموسوعة البريطانية (الإنجليزية)
- إليزه دي ولف على موقع قاعدة بيانات برودواي على الإنترنت (الإنجليزية)
- إليزه دي ولف على موقع كينوبويسك (الروسية)